# Hans Steffen
Frederic Emil Hans Steffen Hoffman —conocido en algunos textos en español por su nombre castellanizado, Federico Emilio Juan Steffen—(Fürstenwerder, Brandeburgo, Alemania, 20 de julio de 1865 - Davos, Suiza, 7 de abril de 1936) fue un destacado geógrafo alemán, contratado por el Gobierno de Chile, como docente de geografía  del Instituto Pedagógico. Durante los últimos años del siglo XIX, realizó numerosos estudios periciales en el lado occidental de la Patagonia que posteriormente sirvieron de apoyo a la tesis chilena durante el litigio arbitral con Argentina de 1902. 

## Biografía
Nació el 20 de julio de 1865 en la ciudad de Fürstenwerder, provincia de Brandeburgo, Alemania. Sus padres fueron el médico Karl Emil Steffen y Anna Luise Hoffmann. Cuando Hans Steffen no alcanzaba los dos años, sus padres emigraron junto a él en busca de mejores horizontes laborales. Tras breves estancias en localidades en Pomerania, Alemania, la familia Steffen arribó a Berlín, donde se establecieron definitivamente. A los nueve años, Hans Steffen fue inscrito en el Liceo Público Kaiserin-Augusta-Gymnasium de Berlín, donde recibió formación humanista. A los dieciocho años, comenzó sus estudios universitarios de Historia en la entonces Universidad real Friedrich Wilhelm de Berlín, hoy Universidad de Humboldt, y en 1884 comenzó un segundo estudio, esta vez geografía en la Universidad de Halle. El 27 de octubre de 1886 obtuvo su Doctorado con una investigación geográfica. Desde 1886 a 1889, trabajó en la elaboración de la Enciclopedia alemana, asumiendo responsabilidades en su capítulo geográfico. Durante aquel tiempo, residió en la localidad de Rudolstadt, provincia de Turingia, Alemania. Fue en ese ambiente donde comenzó a tomar contacto con geógrafos de todo el mundo.
Sin concluir su trabajo, en 1889 emigró a Chile como parte de un equipo de 180 profesores alemanes contratados durante el gobierno de José Manuel Balmaceda para impartir el ramo de geografía en el naciente Instituto Pedagógico de la Universidad de Chile:

El doctor Steffen es alto, delgado, flexible, de una tez enjuta y curtida, color rojizo, inclinado a moreno. Sus cabellos, de tinte castaño, son abundantes, pero los lleva cortos; la frente es despejada y subraya la expresión haciendo arrugas; los lentes de oro estrechan la nariz y velan la mirada inquisidora que sale de unos ojos oscuros y pequeños. […] habla ligero, en español correcto, pero de acentuada pronunciación germánica; y su gesto es de una seriedad inalterable. Jamás se insinúa ni sonríe; sólo expone y ordena. Entra siempre a la sala con el mismo ademán de colgar el sombrero y sentarse para decir su relato, con la ayuda del cuadernillo impreso. Más tarde supimos que se trataba de unos textos alemanes, escritos por Meyer y muy usados en los colegios de Prusia. […] La clase de Historia se alternaba con la de Geografía Física; y aquí sí que las cosas cambiaban. El profesor abandonaba el texto; y de pie junto a la pizarra, hacía su demostración con tiza de colores, explicando detalladamente cada rasgo orográfico, cada ley climatológica, cada materia oceanográfica, etc. Y  todo animadamente, con la unción y el placer de enseñar. Incuestionablemente, estábamos delante de un geógrafo. Tal era, por cierto, la especialidad del doctor Steffen, su vocación manifiesta. Nunca le agradeceremos lo bastante sus lecciones geográficas, como tampoco le agradecerá lo bastante el país sus exploraciones patagónicas.

Coincidentemente con su trabajo como profesor, comienzan en la política internacional de Chile y Argentina los problemas por la interpretación del divortium aquarum en el Tratado de Límites de 1881. Steffen asumió el papel de «asesor científico» del gobierno chileno, en la preparación para el Laudo limítrofe entre Argentina y Chile de 1902.
Su trabajo en la Comisión de Límites con la República Argentina le significó varios años de viajes y expediciones entre 1893 y 1899, reconociendo las hoyas hidrográficas de los ríos Palena y Puelo y de los ríos Manso, Aysén y Cisnes que nacían al oeste de la cordillera de los Andes, pero que por su curso hacia el océano Pacífico debían pertenecer a Chile. Además, exploró los fiordos de Aysén situados al sur del paralelo 46 latitud sur. Atravesó el istmo de Ofqui y el golfo de Penas, descubriendo el gran río Baker. Luego siguió por las lagunas Larga, Chacabuco, Juncal y Esmeralda, llegando al extremo occidental del lago Cochrane.
El 6 de enero de 1894 descubre el río Encuentro.
Tras ejercer la docencia en Chile, una afección pulmonar lo llevó en 1914 a establecerse en Davos, Suiza, donde falleció el 7 de abril de 1936.
En 2006 se cumplió el deseo del explorador de ser sepultado en Chile y preferentemente en la zona de Aysén que exploró gracias a una iniciativa de un senador de la zona y el gobierno.
El lago Steffen, en la cuenca del río Manso, en la Argentina; el estero Steffen, el glaciar Steffen en el Campo de Hielo Norte, en Chile; y el cerro Steffen, limítrofe entre la Argentina y Chile, honran su memoria.

## Obras
Algunas de sus obras publicadas en los Anales de la Universidad de Chile son:
- Relación de un viaje de esploración al Río Aisén : diciembre de 1896-mayo de 1897
- Apuntes de viaje sobre la región de Río Baker i Lago Cochrane
- Esploraciones en la región de los fiordos comprendida entre los 46° y 48° de latitud
- Memoria sobre la espedición esploradora de Río Cisnes (diciembre 1897-julio 1898)